# Henry Sturt (1er baron Alington)
Henry Gerard Sturt, 1er baron Alington (16 mai 1825 - 17 février 1904), est un pair britannique et un homme politique du Parti conservateur.

## Biographie
Fils d'Henry Sturt il est créé baron Alington de Crichel le 15 janvier 1876.
Il se marie deux fois. Le 10 septembre 1853, il épouse Augusta Bingham, la fille de George Bingham (3e comte de Lucan). Ils ont trois enfants:  
- Humphrey Sturt (2e baron Alington) (1859-1919) (mort des suites de blessures),
- Winifred Selina Sturt (1868-1914) qui épouse son cousin Charles Hardinge, 1er baron Hardinge de Penshurst malgré l'opposition de ses parents.
- Mildred Cecilia Harriet Sturt (1869–1942), qui a elle-même fait deux mariages notables - d'abord avec Henry Arthur Cadogan et, après sa mort, avec Hedworth Meux. Le 4 décembre 1930, elle épouse Charles William Augustus Montagu.

Le 10 février 1892, Sturt épouse en secondes noces Evelyn Henrietta Leigh.